# Palicourea obesiflora
Palicourea obesiflora är en måreväxtart som beskrevs av Paul Carpenter Standley och Julian Alfred Steyermark. Palicourea obesiflora ingår i släktet Palicourea och familjen måreväxter. Inga underarter finns listade i Catalogue of Life.